# فرد کرکام
فرد کرکام (انگلیسی: Fred Kirkham; ۵ آوریل ۱۹۳۷ – ۲۵ اکتبر ۲۰۰۷) قاضی، و قایقران روئینگ اهل استرالیا بود.